# Shahhat
Shahhat är en ort i Libyen. Den ligger i den nordöstra delen av landet, 800 km öster om huvudstaden Tripoli. Shahhat ligger 624 meter över havet och antalet invånare är 43 376.
Terrängen runt Shahhat är platt åt sydost, men åt nordväst är den kuperad. Runt Shahhat är det ganska glesbefolkat, med 22 invånare per kvadratkilometer. Närmaste större samhälle är Al Bayḑā', 11,3 km väster om Shahhat. Trakten runt Shahhat består till största delen av jordbruksmark.